# Cyclosa confraga
Cyclosa confraga là một loài nhện trong họ Araneidae.
Loài này thuộc chi Cyclosa. Cyclosa confraga được Tord Tamerlan Teodor Thorell miêu tả năm 1892.